# Loreakopf
Il Loreakopf (2.471 m s.l.m.) è una montagna delle Alpi della Lechtal nelle Alpi Calcaree Nordtirolesi. Si trova nel Tirolo austriaco.